# Byggnadsinspektör
Byggnadsinspektör är en ledande tjänsteman inom en kommuns byggnadstillsynsverk, med uppgift att övervaka byggnadsprojekt inom kommunen.
Byggnadsinspektören övertar oftast ärendet efter att det blivit beviljat av bygglovshandläggare för fortsatt teknisk handläggning (om ärendet anses vara av komplicerad art) Byggnadsinspektören håller i tekniskt samråd, gör arbetsplatsbesök och slutsamråd. Det är således hon eller han som utfärdar startbesked (bestämmer om byggherren får börja bygga)och slutbesked (bestämmer om alla krav är uppfyllda för att ta byggnadsverket i bruk).
Byggnadsinspektören har tillsammans med byggherrens kontrollansvarig (KA) ett samarbete för att hjälpa byggherren (sökande) att uppnå alla tekniska krav som ställs på byggnadsverket, tex. ett nytt enbostadshus.